# Siedlung von Thisted
Die bronzezeitliche Siedlung von Thisted liegt zwischen dem Tingstrupvej im Norden und der Dragsbaek Stadion im Süden, unweit des Langdysser von Thisted am Langdyssevej nahe dem alten Wasserturm von Thisted, in Thy in Dänemark.
Neben dem Langhügel, gab es hier mehrere Rundhügel, von denen nur der Drengshøj erhalten ist. Bei der Untersuchung eines Neubaugebietes wurde 2004 und 2005 Spuren aus der Bronzezeit entdeckt. Sowohl am Drengshøj als auch bei Landlyst wurden große Häuser aus der mittleren Bronzezeit gefunden. Die Bodenschicht war abgepflügt, aber die Postenlöcher zeichneten sich auf einer Breite von 6 bis 7 m und einer Länge von bis zu 33 m ab. Die Türen, Außen- und Trennwände waren klar erkennbar. Die Menschen lebten mit ihren Tieren unter einem Dach. Am östlichen Ende gab es Spuren von Stallboxen. Das größte der Häuser bei Landlyst hatte etwa 230 m².
Die Häuser von Drengshøj und Landlyst haben gemeinsame Merkmale. Unter anderem befinden sich in der gleichen Längsseite der Häuser, was selten ist, zwei Eingänge. In Forsand (Forsandmoen) in Rogaland in Südnorwegen wurden ebenfalls 3000 Jahre alte Bronzezeithäuser mit zwei Türen auf einer Langseite gefunden.